# Wolfgang Wallek
Wolfgang Wallek (* 6. April 1950) ist ein ehemaliger deutscher Fußballspieler.

## Sportlicher Werdegang
Wallek, der als gelernter Starkstromelektriker aus Salzgitter kommend einen Arbeitsplatz bei Volkswagen in Wolfsburg erhalten hatte, lief ab 1969 als Stürmer für die Wettkampfmannschaft des VfL Wolfsburg in der damals zweitklassigen Regionalliga Nord auf. Dabei stand er mit dem Klub regelmäßig im vorderen Tabellenbereich und verpasste in den 1970er Jahren mit der Mannschaft nur knapp die Aufstiegsrunde zur Bundesliga. Als Tabellenvierter der Spielzeit 1973/74 – mit 19 Saisontoren hatte Wallek maßgeblich Anteil am Erfolg – erreichte der Klub nach den guten Ergebnissen der Vorjahre in der Fünfjahreswertung eine vordere Platzierung und damit die Qualifikation für die neu eingeführte 2. Bundesliga. Hier schwankte er in der Spielzeit 1974/75 zwischen Ersatzbank und Startelf: Nach einem Dreierpack gegen TSR Olympia Wilhelmshaven mit seinen ersten drei Ligatoren am 19. Spieltag konnte er sich zeitweise in der Stammelf von Trainer Imre Farkasinski behaupten, rutschte aber später ohne weiteren Torerfolg wieder aus der Startformation. Beim abstiegsbedrohten Klub kam er auch unter den Nachfolgern Fritz Schollmeyer und Paul Kietzmann zunächst kaum zum Zug, nach seinem spielentscheidenden Treffer zum 3:2-Auswärtserfolg beim 1. SC Göttingen 05 als Einwechselspieler für Klaus-Dieter Schäfer am 33. Spieltag war er im Saisonendspurt auch wegen insgesamt drei weiteren Toren wieder Stammspieler, der Klub verpasste jedoch den Klassenerhalt. In der Spielzeit 1975/76 wurde er mit der Mannschaft hinter dem SV Arminia Hannover Vizemeister der Oberliga Nord und setzte sich in der anschließenden Aufstiegsrunde in einer Dreiergruppe mit dem Bonner SC und dem 1. FC Bocholt punktgleich mit beiden Konkurrenten aufgrund der besseren Tordifferenz als Gruppenerster durch. In der Zweitligasaison 1976/77 reüssierte er erneut als regelmäßiger Torschütze und war mit 17 Saisontreffern vereinsintern bester Torschütze. Dennoch reichte es für den Klub als Tabellenschlusslicht nicht zum Klassenerhalt.
Anschließend wechselte Wallek, der verschiedene Angebote vorliegen hatte, aber bei Volkswagen im Kundendienst tätig bleiben wollte, innerhalb der 2. Bundesliga zu Arminia Hannover. Hier lief er in zwei Spielzeiten in 31 Meisterschaftsspielen auf und erzielte dabei zwölf Tore, ehe er am Ende der Spielzeit 1978/79 seine höherklassige Laufbahn beendete.
Bis 2011 arbeitete Wallek in der Folge noch für Volkswagen, ehe er in den Ruhestand wechselte.